# ヘストリー・クルーテ
ヘストリー・クルーテ（Hestrie Cloete-Storbeck, 1978年8月26日 - ）は、南アフリカ共和国の陸上競技選手である。2000年シドニーオリンピックから2大会連続で女子走高跳で銀メダルを獲得した選手である。自己ベストは2003年に達成した2m06であり、これは世界歴代5位の記録である。跳躍の寸前に両腕を大きく回すという独特のフォームでも注目を集めた。
クルーテは、一流のスポーツ選手でありながら、毎日たばこを1箱吸い、またファーストフードも大好きであると述べている。
クルーテは、2004年アテネオリンピック後に家族との生活を中心におきたいと引退を決意した。以後、国際大会に出場していない。

## 主な実績
| 年   | 大会                               | 場所                               | 種目   | 結果 | 記録 |
| ---- | ---------------------------------- | ---------------------------------- | ------ | ---- | ---- |
| 1995 | オールアフリカゲームズ             | ハラーレ（ジンバブエ）             | 走高跳 | 1位  | 1m85 |
| 1998 | コモンウェルスゲームズ             | クアラルンプール（マレーシア）     | 走高跳 | 1位  | 1m91 |
| 1998 | IAAF陸上ワールドカップ             | ヨハネスブルグ（南アフリカ共和国） | 走高跳 | 2位  | 1m96 |
| 1998 | アフリカ陸上選手権                 | ダカール（セネガル）               | 走高跳 | 1位  | 1m92 |
| 1999 | IAAFグランプリファイナル           | ミュンヘン（ドイツ）               | 走高跳 | 1位  | 1m96 |
| 1999 | オールアフリカゲームズ             | ヨハネスブルグ（南アフリカ共和国） | 走高跳 | 1位  | 1m96 |
| 2000 | オリンピック                       | シドニー（オーストラリア）         | 走高跳 | 2位  | 2m01 |
| 2001 | 世界陸上選手権                     | エドモントン（カナダ）             | 走高跳 | 1位  | 2m00 |
| 2001 | IAAFグランプリファイナル           | メルボルン（オーストラリア）       | 走高跳 | 1位  | 1m98 |
| 2002 | コモンウェルスゲームズ             | マンチェスター（イギリス）         | 走高跳 | 1位  | 1m96 |
| 2002 | アフリカ陸上選手権                 | ラデス（チュニジア）               | 走高跳 | 1位  | 1m95 |
| 2002 | IAAF陸上ワールドカップ             | マドリード（スペイン）             | 走高跳 | 1位  | 2m02 |
| 2003 | 世界陸上選手権                     | パリ（フランス）                   | 走高跳 | 1位  | 2m06 |
| 2003 | IAAFワールドアスレチックファイナル | モンテカルロ（モナコ）             | 走高跳 | 1位  | 2m01 |
| 2004 | アフリカ陸上選手権                 | ブラザビル（コンゴ）               | 走高跳 | 1位  | 1m95 |
| 2004 | オリンピック                       | アテネ（ギリシャ）                 | 走高跳 | 2位  | 2m02 |

## 記録
- 走高跳（屋外） ‐ 2m06 （2003年8月31日）
- 走高跳（室内） ‐ 1m97 （2001年2月18日）